# Bokura ga Ikiru My Asia
Singles de Morning Musume Tanjō 10nen Kinentai
Itoshiki Tomo e
(8 août 2007)
Singles par Morning Musume
Aruiteru
(8 novembre 2006) Egao Yes Nude
(14 février 2007)
Bokura ga Ikiru My Asia (僕らが生きる MY ASIA) est le premier single du groupe de J-pop Morning Musume Tanjō 10nen Kinentai, créé à titre provisoire à l'occasion du 10e anniversaire du groupe Morning Musume, formé de cinq de ses (ex) membres.

## Présentation
Le single sort le 24 janvier 2007 au Japon sous le label zetima. Il est écrit, composé et produit par Tsunku. Il atteint la 8e place du classement des ventes de l'Oricon, et reste classé pendant cinq semaines, pour un total de 30 714 exemplaires vendus durant cette période. Il sort également dans une édition limitée, ainsi qu'au format "single V" (DVD contenant le clip vidéo) un mois plus tard, le 21 février 2007.
La chanson-titre du single figurera sur la compilation annuelle du Hello! Project Petit Best 8 qui sort fin 2007, puis sur la compilation Hello! Project Special Unit Mega Best de fin 2008. Une version de cette chanson interprétée par Maki Goto en solo figurera sur sa compilation Maki Goto Complete Best Album 2001-2007 sortie en 2010.

## Membres
- Kaori Iida (1re génération)
- Natsumi Abe (1re génération)
- Maki Goto (3e génération)
- Risa Niigaki (5e génération)
- Koharu Kusumi (7e génération)

## Liste des titres
Single CD
1. Bokura ga Ikiru My Asia (僕らが生きる MY ASIA?)
2. Jūnen Ai (十年愛?)
3. Bokura ga Ikiru My Asia (Instrumental) (僕らが生きる MY ASIA...?)

Single V (DVD)
1. Bokura ga Ikiru My Asia (僕らが生きる MY ASIA?)
2. Bokura ga Ikiru My Asia (Close-up Ver.) (僕らが生きる MY ASIA...?)
3. Making Eizo (メイキング映像?)